# Combat Territory
Combat Territory (CT) es un evento de Artes Marciales Mixtas que se celebra en El Salvador.

## Historia
Fue un evento esporádico  de MMA realizado en este país y su primera edición tuvo lugar el 30 de septiembre de 2011 en la ciudad de Antiguo Cuscatlan Departamento de La Libertad. La pelea principal del primer evento enfrentó a  dos pesos medios , Hector Francisco Garcia Cruz(Miembro del Equipo Profesional PUMAS CST) y Jorge Rivera (Del Equipo Rivera MMA).
El Evento fue producido por la empresa especializada en espectáculos extremos y deportes de riesgo Xtreme Entertainment SV,  homologado por la Asociación Salvadoreña de Sambo y Grappling.

## Resultados

### Luchas Preliminares
- Mario "El Matador" Argueta Jr. vs.  Emerson "Loco Killer" Manzano

Emerson “LOCO KILLER” Manzano venció a Mario ”El Matador” Argueta Jr Decisión Unánime (30-27, 30-27, 30-27).
- Miguel "Hades" Cartagena vs.  Carlos Belloso

Miguel “HADES” Cartagena Empató con Carlos “Mewtoo” Belloso (29-27, 28-28, 28-28).
- Kevin "Crow" Vasquez vs.  Carlos "destructor" Salamanca

Kevin “Crow” Vasquez venció a Carlos ”Destructor” Salamanca por TKO (Golpes) a los 2:44 del 2.º Round.
- Herbeth "La Leyenda" Cea vs.  Raul “Jagger” Gómez

Raul “Jagger” Gómez venció a Herberth “La Leyenda” Cea por TKO(RSC) a los 2:00 del 3.er Round.

### Evento Principal
- juventino "Punisher" Funes vs.  Amaru Flores

Juventino “Punisher” Funes venció a Amaru Flores por Decisión Unánime (30-27, 30-27, 30-27).
- Mauricio "Pitbull" Ayala vs.  Irwin Perez

Mauricio “Pitbull” Ayala venció a Irwin Perez por Decisión Unánime (30-27, 30-27, 29-28).
- Frank "Pain" Herazo vs.  Isaias Umaña

Frank “Pain” Herazo venció a Isaias Umaña por Decisión Unánime (30-25, 29-26, 30-25).
- Oscar "Atlacatl" Ponce vs.  Osmar "Hunter" Montecinos

Osmar “Hunter” Montecinos venció a Oscar ”Atlácatl” Ponce por KO a los 2:00 del 1.er Round.
- {El Salvador} Hector Francisco Garcia Cruz vs.  Jorge Rivera

Hector “El Vikingo” Garcia venció a Jorge Rivera por Sumisión (Armbar) a los 2:12 del 1.er Round.

## Trivia
- Originalmente estaban planeadas 10 peleas para el EVENTO pero hubo un problema con el contendiente de Farid "FARAON" Cisneros, quien la novia evitó que se subiera a pelear a último momento.
- El evento de Combat Territory ha sido el primero TELEVISADO, la producción del evento en TV fue gracias al Apoyo de UFG TV (canal 15 de El Salvador) a través de su programa H3.
- los equipos de MMA que participaron fueron:

1. Pumas CST
2. Choi MMA
3. Hunter MMA
4. Rivera TKD
5. Kung Fu UES
6. Sambo San Miguel